# Veduta
Veduta (italijanski: pogled, vidik) je slika ili grafika koja detaljno prikazuje dio grada ili arhitektonske objekte u pejzažu, koji put uz ljudske likove i čitave skupine. Kod veduta je najbitnija perspektiva, kojom se ostvaruje privid prostornosti i stvarnosti prikaza. 

## Istorija nastanka žanra
Ovaj žanr pejsažnog slikarstva razvio se u Flandriji, gdje su slikari poput Paula Brila počeli slikati vedute već početkom 16. vijeka. Tako da su već u 17. vijeku holandski slikari razvili čitavu paletu prepoznatljivih motiva gradova i pejzaža svojih ravnica da udovolje zahtjevima svoje bogate srednje klase, jedan od najboljih primjera za to je slika Johanesa Vermera Pogled na Delft iz 1661.
Kad je posjeta Rimskom forumu i Kanalu Grande postao obavezni dio - evropske turneje bogatih Engleza, - ti prizori postali su standarni slikarski motiv.
Od sredine 18. vijeka Venecija je postala poznata kao centar vedutista. Najpoznatiji slikari tog žanra bili su Kanaleto i Frančesko Gvardi i članovi njihovih porodica. Kanaleto se otisnuo i po ostalim gradovima Evrope do Londona i naslikao ih, a njegov nećak Bernardo Beloto zabilježio je Drezden i Varšavu.
U drugim dijelovima Italije u 18. vijeku, taj žanr dobio je nove motive, Đovani Paolo Panini bio je prvi vedutist koji se specijalizovao za slikanje rimskih ruševina. Vremenom je Panini počeo slikati potpuno 
izmišljene pejzaže koje su zvali capricci i vedute ideate ili veduta di fantasia. Drugi veliki vedutist Đovani Batista Piranezi bio je prije svega majstor za grafičke listove u bakropisu - vedute ideate, njegove Vedute di Roma, odštampane su u mnogim verzijama.
Pri kraju 19. vijeka, puno osobniji impresionistički pejzaži potiskuju dotad preovladavajuće topografski tačne prizore, ali i njih uskoro potiskuju fotografske panorame.

## Galerija poznatih veduta
- Đovani Antonio Kanal zvan Kanaleto: Duždev Bucintoro u Veneciji na dan uzašašća
- Bernardo Beloto zvan Kanaleto: Pogled sa novoga mosta na Veronu
- Frančesko Gvardi: Duždeva palata u Veneciji
- Đovani Paolo Panini: Koloseum i Trijumfalna kapija cara Konstantina u Rimu

## Literatura
- (језик: италијански) Roberto Longhi: Viviano Codazzi e l’invenzione della veduta realistica

## Spoljašnje veze
- (језик: немачки) Veduten Архивирано на веб-сајту  (1. фебруар 2010)